# 力生控股集團

### 力生控股集团
力生控股集團（英語：NIC SANG HOLDING GROUP），是香港一家綜合型企業集團，主要業務涵蓋食品批發與金融服務兩大板塊。根據香港公司註冊處登記資料顯示，該集團成立於2005年，創始團隊包括高俊傑等香港商人。是香港及澳門一家食材批發商，主要為香港及澳門的餐廳、超市和酒店提供日本食材，截至2021年年中，於港澳區的食品批發業務客戶群已超過1000間  。

## 歷史與發展
力生控股集團的業務發展經歷了幾個階段。2007年至2008年間，集團開始籌備進入食品批發業務，並在2009年於澳門正式開展相關業務。2007年起，集團開始拓展港澳地區食品供應鏈業務。據《澳門日報》2009年報道，力生成為首批向澳門五星級酒店供應日本海產的香港批發商之一，服務對象包括澳門永利度假村等綜合度假村。隨後，力生在港澳地區的客戶群不斷增加，包括多家知名酒店和餐飲品牌如 - 葡京、新濠天地、MGM、英皇酒店、銀河酒店、香港賽馬會、澳門賽馬會、鮨佐瀨、海逸酒店、逸東酒店、麗豪酒店、君悅酒店、秋田、Lubuds （页面存档备份，存于）集團等等。2014年，力生集團拓展金融服務領域，成立了力生金融有限公司，提供金融按揭貸款服務。2018年，力生信貸有限公司成立，進一步擴展了集團的金融業務板塊。
網購平台與電子商務
2020年，隨著新冠肺炎疫情的爆發，網購平台市場迅速增長。力生控股集團也於同年開設了網上商店NSmall，提供食品網購服務，主打日本空運直送的食材，包括海鮮、水果和和牛等。網店宗旨為「港澳首創，日本直送；最快今日柯打、明日送到!」。
投資與合作
力生控股集團自2014年起開始拓展金融服務業務，成立力生金融有限公司，主要為客戶提供按揭貸款服務。在2015至2017年間，力生控股集團通過入股和投資，與多家公司建立了合作關係，包括：
•         匯承環球財富管理有限公司：一家提供財富管理服務的公司。
•         深圳前海大合眾環保科技有限公司：專注於環保科技領域的企業。
•         中山市生物科技製藥公司：一家初創的生物科技制藥公司，力生控股集團的投資有助於該公司的研發和市場擴展。
國際業務擴展
2018年，力生控股集團在日本東京成立了首個海外辦事處，標誌著其國際業務擴展的開始。隨後，集團在日本大阪及福岡等地也設立了業務代表，以加強與日本市場的聯繫。
大灣區市場拓展
2023年成立子公司大灣策略投資有限公司，該公司專注於大灣區的策略投資。物色並投資具有高成長潛力的初創企業，以此促進力生控股集團業務的多元化。
市場地位
- 力生控股集團在港澳地區的日本食品批發行業中佔據了顯著的市場地位。根據市場分析和統計，力生在港澳地區日本海產飛機貨的市場佔有率高居前三甲。

- 2024年3月，中原地產研究部分析[3]指出，2023年承辦本港住宅現樓樓按合約宗數最高的放債人，力生金融市佔率2.0%進佔十大，排名全港第八名。

1. ↑  . 星島網. 2022-02-07  [2022-06-07]. 原始内容存档于2022-02-07.
2. ↑  . 中小企服務平台. 2014-05-15  [2022-06-07]. 原始内容存档于2021-08-09.
3. ↑  . 中原地產. 2024-03-21  [2024-07-03]. （原始内容存档于2024-06-27）.